# Baotou

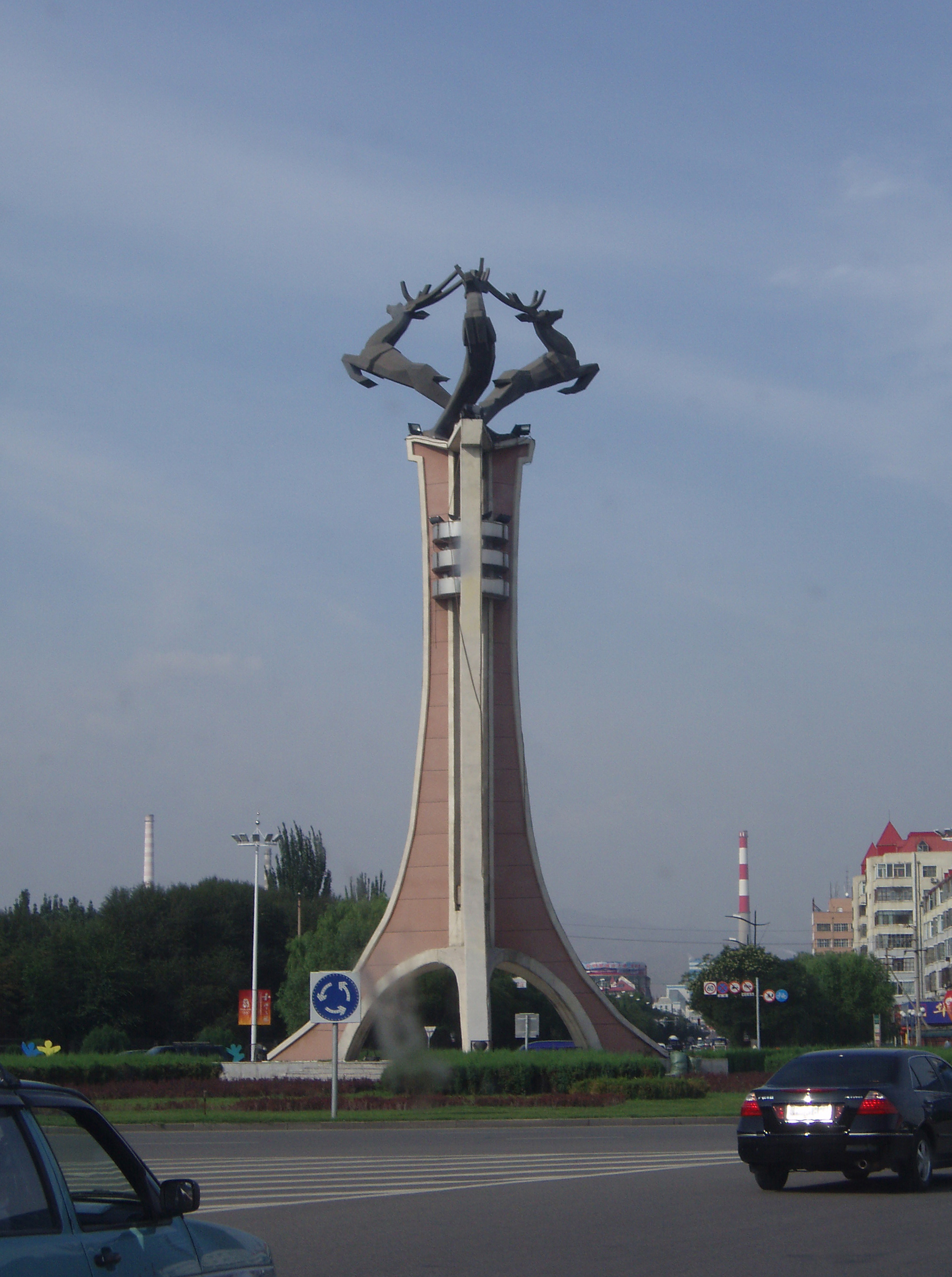

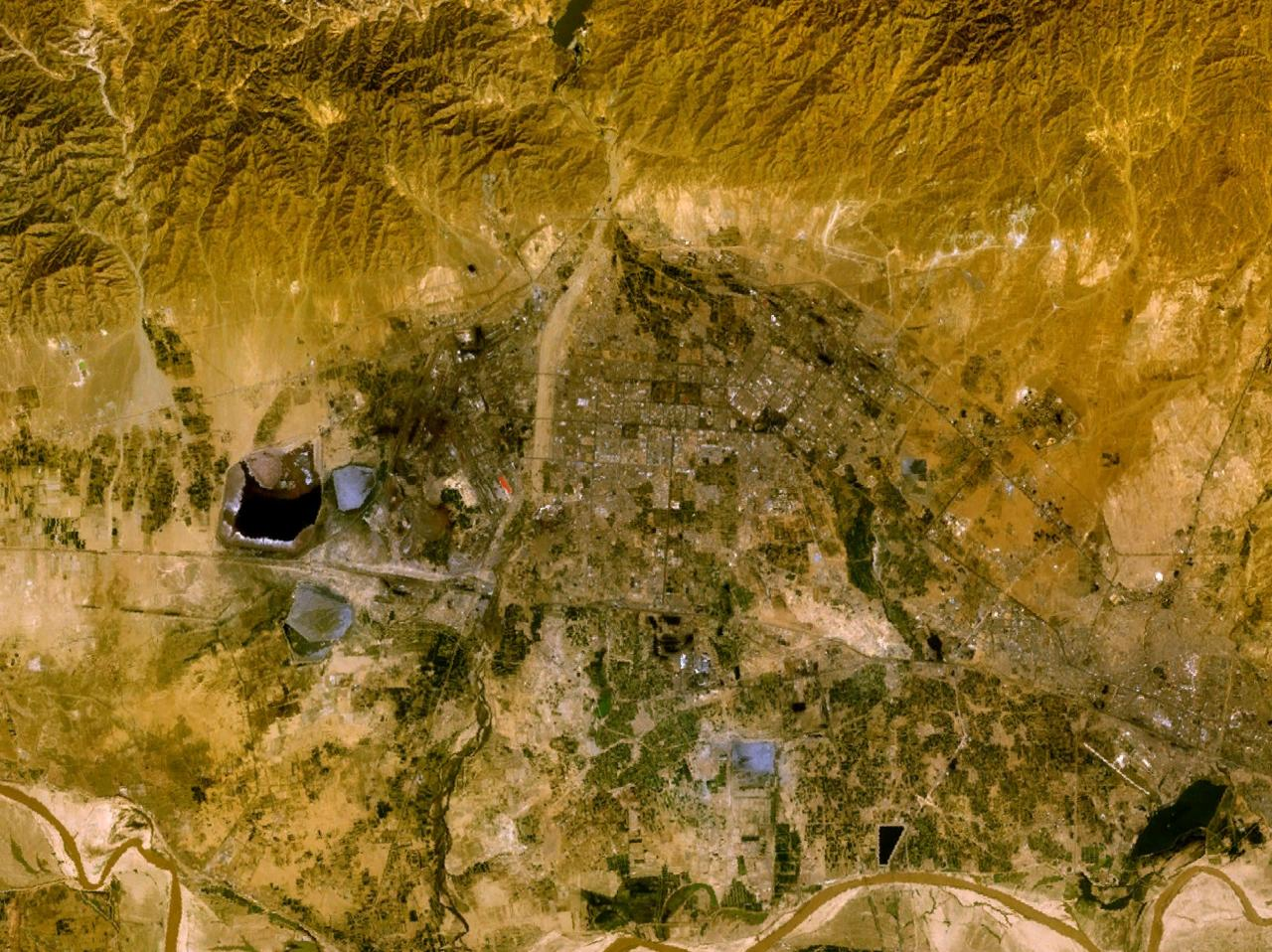
Satellietfoto

Baotou is een stadsprefectuur en de op een na grootste stad in de Chinese autonome regio Binnen-Mongolië. De naam is ontleend aan de "plaats met herten" in het Mongools, en een alternatieve naam in het Chinees is "Hertenstad" (Chinees: 鹿城; pinyin: Lùchéng).

## Ligging
Baotou is gelegen op de noordelijke oever van de Gele Rivier, in de Grote Bocht (Chinees: 河套; pinyin: hétào). De stad ligt op een hoogte van ongeveer 1.050 meter boven zeeniveau. Het ligt ongeveer 650 kilometer ten noordwesten van de hoofdstad Peking.

## Bevolking
In 2020 had Baotou 2,71 miljoen geregistreerde inwoners in de prefectuur. De stad zelf heeft een populatie van 2.150.000.
Hier volgt een lijst met het aantal van de Officiële etnische groepen van de Volksrepubliek China in deze autonome prefectuur:
| Nationaliteit | Aantal    | Percentage |
| ------------- | --------- | ---------- |
| Han-Chinezen  | 2.122.737 | 94,16%     |
| Mongolen      | 67.209    | 2,98%      |
| Hui           | 36.234    | 1,61%      |
| Mantsjoes     | 22.826    | 1,01%      |
| Koreanen      | 848       | 0,04%      |
| Daur          | 751       | 0,03%      |
| Oeigoeren     | 597       | 0,03%      |
| Yi            | 457       | 0,02%      |
| Miao          | 450       | 0,02%      |
| Buyi          | 396       | 0,02%      |
| Zhuang        | 314       | 0,01%      |
| Tujia         | 310       | 0,01%      |
| Xibe          | 248       | 0,01%      |
| Overige       | 1.062     | 0,05%      |

## Economie
In Baotou wordt al decennialang zeldzame aardmetalen gewonnen. In 1950 werden de eerste stappen gezet, maar het kwam in een stroomversnelling na de economische liberalisatie aan het begin van de tachtiger jaren. China is de grootste producent wereldwijd met een aandeel van 85 procent in de globale productie. Hiervan wordt ongeveer de helft in en om Baotou gewonnen. De grootste producent van de wereld is China Northern Rare Earth Group, een onderdeel van de staalgroep Baotou Steel die zijn ijzererts uit dezelfde mijn ontgint. Het onttrekken van de aardmetalen uit de grond is een zeer vervuilende aangelegenheid, voor de productie van een ton aardmetaal komt ongeveer 2000 ton giftig afval vrij. Het afval, veelal opgelost in water, wordt naar grote bezinkvijvers buiten de stad gepompt. Rond deze vijvers raakt de grond vergiftigd en landbouw is niet meer mogelijk. De bewoners van de dorpen trekken weg omdat zij niet meer in hun levensbehoefte kunnen voorzien en vanwege gezondheidsproblemen.